# Isabel do Palatinado-Simmern
Isabel do Palatinado (Birkenfeld, 30 de junho de 1540 — Wiener Neustadt, 8 de fevereiro de 1594) foi a segunda esposa do duque João Frederico II da Saxónia.

## Vida
Isabel era filha do eleitor palatino Frederico III e da sua esposa, a princesa Maria de Brandemburgo-Kulmbach. Era a terceira filha e a segunda a chegar à idade adulta.
A 12 de Junho de 1558 Isabel casou-se em Weimar com o duque João Frederico II da Saxónia, filho mais velho do príncipe-eleitor João Frederico "o Magnânimo" da Saxónia. O seu marido escolheu o Castelo de Grimmenstein (o predecessor do Castelo de Friedenstein) em Gota como residência. Durante a Guerra de Gota, o príncipe-eleitor Augusto da Saxónia atacou Gota e o Castelo de Grimmenstein e conquistou-os a 13 de Abril de 1567. João Frederico foi preso e passou o resto da vida (29 anos) sob custódia imperial. Foi levado para Dresden e, em Junho de 1567 para Wiener Neustadt. A duquesa Isabel fugiu com os filhos para Eisenach e depois para a corte da sua irmã, a condessa Doroteia Susana do Palatinado-Simmern, que era casada com o irmão do seu marido, João Guilherme, Duque de Saxe-Weimar. Em finais de 1568, regressou a Eisenahch, inicialmente para a corte Zollhof, depois para o Wartburg e finalmente para o castelo de Eisenberg
Nos anos que se seguiram, Isabel escreveu várias petições a várias pessoas, incluindo o sacro-imperador Maximiliano II, a imperatriz Maria e a princesa Ana da Dinamarca para tentar libertar o marido.  Com a ajuda do pai e dos irmão, apareceu na Dieta of Speyer (1570).  Foi-lhe dada permissão para implorar de joelhos ao sacro-imperador Maximiliano II no Castelo de Heidelberg, que pertencia ao seu pai. Depois dessa ocasião, o sacro-imperador voltou a dar o estatuto de príncipes imperiais aos seus filhos. O duque João Guilherme foi o regente deles até à Divisão de Erfurt a 6 de Novembro de 1572.  Depois dessa divisão, os seus guardiãs passaram a ser o príncipe-eleitor João Jorge de Brandemburgo (que foi sucedido em 1578 pelo seu sobrinho, Jorge Frederico I, Marquês de Brandemburgo-Ansbach), o eleitor-palatino Frederico III e o príncipe-eleitor Augusto da Saxónia, que lhes deu uma educação supervisionada por ele e seguindo as suas ideias.
No verão de 1572, Isabel mudou-se com o seu marido para o castelo de Wiener Neustadt, onde os dois ficaram em prisão domiciliária. Depois, só regressou a Coburgo duas vezes.  A 5 de Agosto de 1572, o seu filho, Frederico Henrique, morreu em Eisenberg. Os seus dois filhos mais novos, João Casimiro e João Ernesto mudaram-se para o Palácio de Ehrenburg em Coburgo a 5 de Dezembro de 1572, onde foram educados sob a orientação do conde de Barby, que era confidente de Augusto.
Entre Junho e Julho de 1578, Isabel viajou até Coburgo através de Praga para se tentar encontrar com a imperatriz-viúva Maria, mas não teve sucesso, tendo-se encontrado apenas com a sua irmã Doroteia Susana. Em 1583, entre Março e Agosto, Isabel viajou por Praga e Coburgo até Weimar para assistir ao casamento de Frederico Guilherme I com a princesa Sofia de Württemberg a 5 de Maio, e para se encontrar com o príncipe-eleitor Augusto. No entanto, ele cancelou o encontro. Na viagem de regresso, visitou o seu irmão, o eleitor-palatino Luís VI em Heidelberg, na companhia dos filhos.
Isabel morreu a 8 de Fevereiro de 1594 na sala de armas do castelo de Wiener Neustadt. O seu corpo foi transladado para Coburgo no final do ano e enterrado na Morizkirche a 30 de Dezembro de 1594. Em 1598, o duque João Casimiro encomendou um alabastro com doze metros de altura ao escultor Nikolaus Bergner para colocar em cima da sepultura de Isabel e João Frederico, que tinha morrido em 1595.:48

## Casamento e descendência
A 12 de Junho de 1558 em Weimar, Isabel casou-se com o duque João Frederico II da Saxónia, filho mais velho do príncipe-eleitor João Frederico "o magnânimo" da Saxónia.  Tiveram quatro filhosː
1. João Frederico da Saxónia (30 de Novembro de 1559 – 8 de Agosto de 1560), morreu aos nove meses de idade.
2. Frederico Henrique da Saxónia (3 de Fevereiro de 1563 – 4 de Agosto de 1572), morreu aos nove anos de idade.
3. João Casimiro, Duque de Saxe-Coburgo (12 de Junho de 1564 – 16 de Julho de 1633), casado primeiro com a princesa Ana da Saxónia; sem descendência. Casado depois com a princesa Margarida de Brunsvique-Luneburgo; sem descendência.
4. João Ernesto, Duque de Saxe-Eisenach (9 de Julho de 1566 – 23 de Outubro de 1638), casado primeiro com a princesa Isabel de Mansfeld-Hinterort, de quem teve apenas um filho nado-morto. Casado depois com a princesa Cristina de Hesse-Cassel; sem descendência.

## Genealogia
| Isabel do Palatinado-Simmern | Pai: Frederico III, Eleitor Palatino | Avô paterno: João II, Conde Palatino de Simmern         | Bisavô paterno: João I, Conde Palatino de Simmern                |
| Isabel do Palatinado-Simmern | Pai: Frederico III, Eleitor Palatino | Avô paterno: João II, Conde Palatino de Simmern         | Bisavó paterna: Joana de Nassau-Saarbrücken                      |
| Isabel do Palatinado-Simmern | Pai: Frederico III, Eleitor Palatino | Avó paterna: Beatriz de Baden                           | Bisavô paterno: Cristóvão I, Marquês de Baden-Baden              |
| Isabel do Palatinado-Simmern | Pai: Frederico III, Eleitor Palatino | Avó paterna: Beatriz de Baden                           | Bisavó paterna: Otília de Katzenelnbogen                         |
| Isabel do Palatinado-Simmern | Mãe: Maria de Brandemburgo-Kulmbach  | Avô materno: Casimiro, Marquês de Brandemburgo-Bayreuth | Bisavô materno: Frederico I, Marquês de Brandemburgo-Ansbach     |
| Isabel do Palatinado-Simmern | Mãe: Maria de Brandemburgo-Kulmbach  | Avô materno: Casimiro, Marquês de Brandemburgo-Bayreuth | Bisavó materna: Sofia Jaguelão, Marquesa de Brandemburgo-Ansbach |
| Isabel do Palatinado-Simmern | Mãe: Maria de Brandemburgo-Kulmbach  | Avó materna: Susana da Baviera                          | Bisavô materno: Alberto IV, Duque da Baviera                     |
| Isabel do Palatinado-Simmern | Mãe: Maria de Brandemburgo-Kulmbach  | Avó materna: Susana da Baviera                          | Bisavó materna: Cunegunda da Áustria                             |